# Aín Ech-Chuc
Aín Ech-Chuc (en árabe: عين الشوك‎, en francés: Douar Aïn Chouk) es una localidad marroquí perteneciente al municipio de Auámara, en la región de Tánger-Tetuán-Alhucemas. Desde 1912 hasta 1956 perteneció a la zona norte del Protectorado español de Marruecos.